# Dirk Müller (Sachbuchautor)

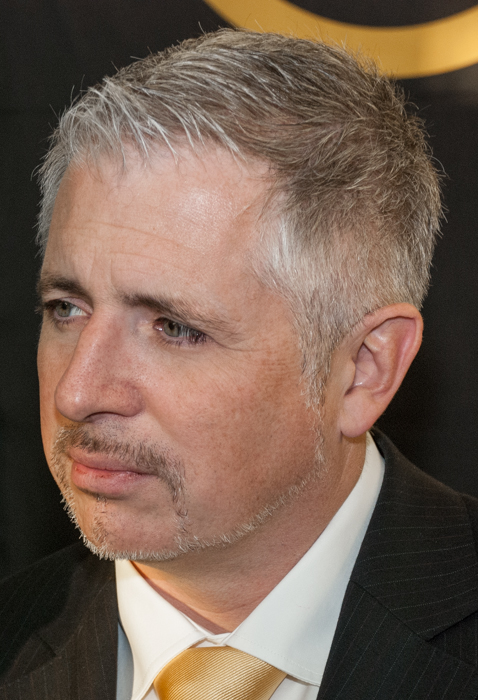
Dirk Müller (2012)

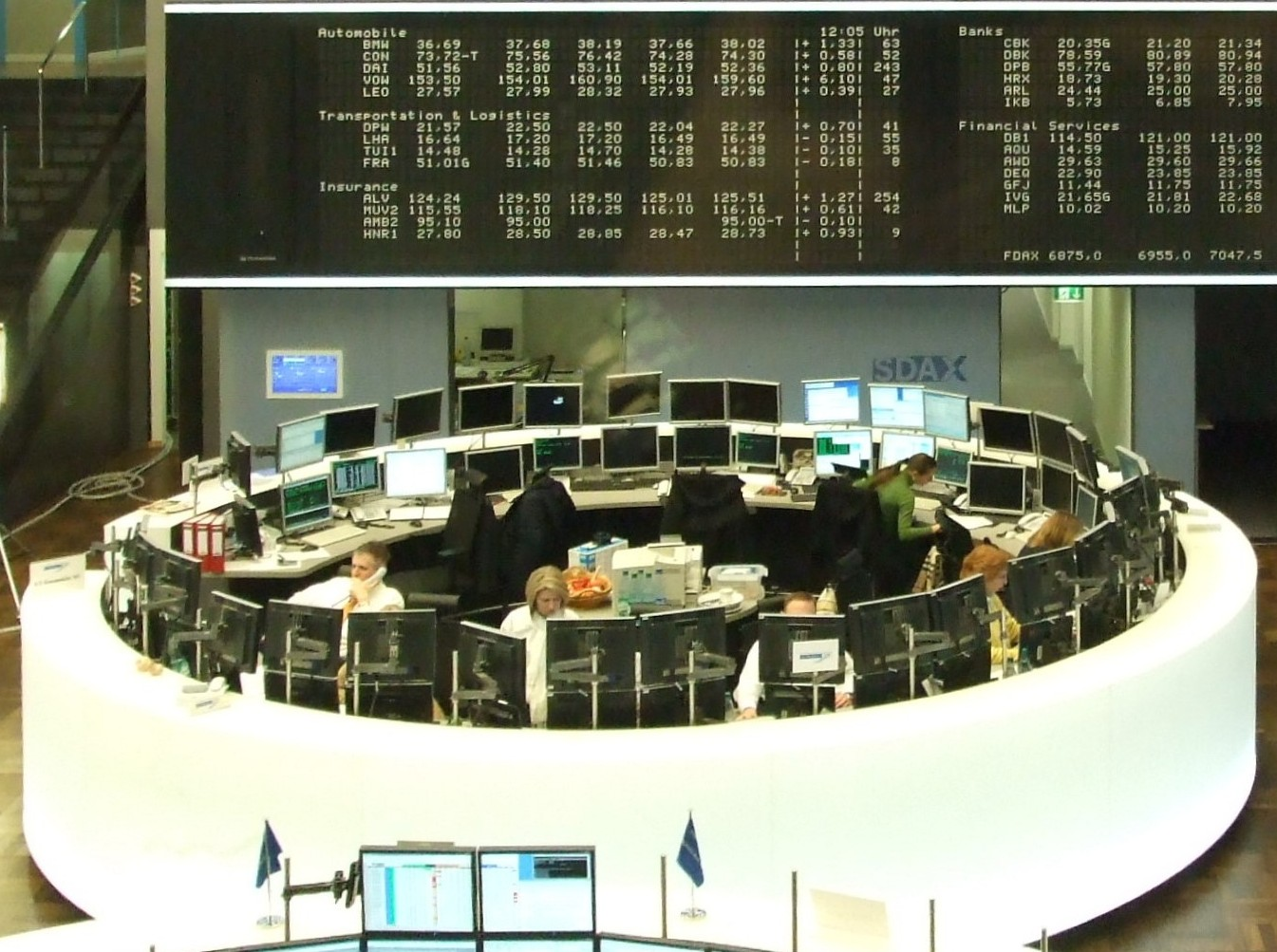
Dirk Müller Anfang 2008 (links sitzend, telefonierend)

Dirk Müller (* 25. Oktober 1968 in Frankfurt am Main) ist ein deutscher Sachbuchautor, Fondsmanager und ehemaliger Börsenmakler. Um die Jahrtausendwende wurde in den deutschen Medien sein Gesicht an seinem damaligen Arbeitsplatz in der Frankfurter Börse oft als „das“ Antlitz des Börsengeschehens an sich  abgebildet. Von 2009 bis 2018 gelangen ihm mit seinen vier Sachbüchern zum Finanzmarkt jeweils Bestseller. Sein 2015 aufgelegter Aktienfonds Dirk Müller Premium Aktien erwirtschaftete jedoch bisher nur im Krisenjahr 2018 Gewinn und konnte trotz seiner Fixierung auf den „großen Krach“ auch in der coronabedingten Wirtschaftskrise 2020 keine nachhaltig positive Entwicklung erzielen, während ein 2022 aufgelegter, offensiv ausgerichteter Fond ab 2024 deutliche Gewinne erzielte. Kurz vor dem Auffliegen des milliardenschweren Kapitalanlagebetruges bei Wirecard empfahl Müller die Aktie nach angeblich sorgfältiger Prüfung. Von Kritikern wird Müller aufgrund seiner Thesen zum Wirtschafts- und Währungssystem die Verbreitung von Verschwörungstheorien vorgeworfen.

## Leben
Müller stammt aus Reilingen (Rhein-Neckar-Kreis), wo er auch heute noch lebt. Nach seinem Abitur am Carl-Friedrich-Gauß-Gymnasium Hockenheim begann er eine Ausbildung zum Bankkaufmann/Finanzassistenten bei der Deutschen Bank in Mannheim.
1993 absolvierte er die Börsenhändlerprüfung und arbeitete von 1993 bis 1997 als Makler bei Finacor-Rabe&Partner, von 1997 bis 1998 bei Cantor Fitzgerald International und von 1998 bis 2008 als amtlich vereidigter Börsenmakler in der Frankfurter Wertpapierbörse für die ICF AG.
Sein Arbeitsplatz an der Frankfurter Börse befand sich unterhalb der DAX-Kurstafel am Eingang der Handelsschranke, d. h. am Eingang zu den Tischen, an denen die Skontroführer saßen. Am 11. März 1999 reagierte die Börse positiv auf Oskar Lafontaines Rücktritt als Bundesfinanzminister. Den darauf folgenden Kursanstieg dokumentierten die Zeitungen erstmals mit Dirk Müllers Konterfei. Ab diesem Zeitpunkt wurde er wiederholt fotografiert, um den DAX-Stand zu personifizieren.
Obwohl der Parketthandel im Jahre 2008 aufgrund der elektronischen Handelsplattform Xetra gemeinhin als tot angesehen wurde, arbeitete Müller weiterhin in der Börse. Als Skontroführer legte er dabei die Kurse fest, zu denen gekauft und verkauft wird. Dabei sieht er das Tempo und die Anonymität des elektronischen Handels skeptisch.
2008 wechselte Müller zur mwb fairtrade Wertpapierhandelsbank AG, wo er bis 2010 tätig war. Seit 2009 ist er Inhaber und Geschäftsführer der Gesellschaft Finanzethos GmbH, die die Website cashkurs.com betreibt und Börsenbriefe verlegt.
2009 erschien sein erstes Buch Crashkurs, das er anlässlich der 2007 begonnenen Finanzkrise schrieb. Das Buch verkaufte sich erfolgreich und verhalf ihm damit zu größerer Bekanntheit. 2011 erschien sein zweites Buch Cashkurs, das bereits kurz nach Erscheinen Platz 1 der Spiegel-Bestsellerliste erreichte.
In einer Ausschusssitzung des Deutschen Bundestages am 27. Juni 2011 zum Thema Spekulation mit agrarischen Rohstoffen verhindern war er als Vertreter der Finanzethos GmbH einer von acht eingeladenen Sachverständigen. Ebenso war Müller am 16. Januar 2013 stellvertretend für die Finanzethos GmbH einer der geladenen Sachverständigen zum Thema Hochfrequenzhandel in einer öffentlichen Anhörung des Finanzausschusses des Deutschen Bundestags. Am 28. April 2013 war er Gast in der Polit-Talkshow Absolute Mehrheit.
Müller ist verheiratet und hat einen Sohn.

## Aktienfonds
Am 17. April 2015 wurde der Aktienfonds Dirk Müller Premium Aktien (ISIN DE000A111ZF1) aufgelegt. Innerhalb des ersten Jahres verbuchte der Fonds einen Verlust von 7 Prozent. Zwar lag der Verlust deutlich unter demjenigen des DAX (minus 16 Prozent) aber höher als der des, von Müller selbst zunächst gewählten, Benchmarks (MSCI World Value Index: minus 5,5 %). Im September 2016 geriet Müller wegen der Entwicklung seines Fonds in öffentliche Kritik.
Müller gab an, das Portfolio über Optionen abzusichern und viele Rücklagen für günstige Investitionen bereitzuhalten. Bestimmte Investitionen wie Rüstungsaktien lehne er aus ethischen Gründen ab.
Zwei Jahre nach Auflage des Fonds haben die Fondsanteile über zehn Prozent an Wert verloren, obwohl die Märkte – wie MSCI World mit 2 % Zuwachs – im gleichen Zeitraum zulegten. Der Fonds verfügte im Juli 2017 über etwa 70 Millionen Euro Kapital, das zur Hälfte in den Sektoren Technologie und Gesundheit investiert wurde. Im Jahresvergleich platzierte sich der Fonds auf einem der letzten Plätze unter allen international anlegenden Aktienfonds.
Bei einem Vergleichstest der Welt am Sonntag im November 2018 belegte Müllers Fonds den zweiten Platz. Er erwirtschaftete mit seinem mittlerweile 107 Millionen Euro schweren Fonds im abgelaufenen Jahr 10,3 %, während der Dax zwölf Prozent verlor (MSCI World −8,20 %). Müller führt das auf seine von Vorsicht dominierte Strategie der Risikoabsicherung durch Futures zurück. „Die Strategie ist heikel: Steigt die Börse bei voller Absicherung, produzieren die Futures Verluste, die den Gesamtertrag schmälern oder auch den ganzen Fonds ins Minus ziehen“, schrieb die Zeitung.
Während der Dax im ganzen Jahr 2018 insgesamt 18 % Minus erzielte, erwirtschaftete Müllers Fonds im gleichen Zeitraum 8,57 %. Auf drei Jahre gerechnet rentierte sein Fonds jedoch nur mit 2,04 % und damit schlechter als 55 % der vergleichbaren Fonds. „Promi-Fonds“ wie der von Müller laufen also vor allem in schwierigen Zeiten gut, was aber so manchen Experten skeptisch stimmt: „Wenn ein Fonds nur darauf ausgerichtet ist, in einem Crash zu performen, dann kann das kurzfristig gut gehen“, zitiert die Süddeutsche Zeitung Ali Masarwah, Chefanalyst beim Finanzinformationsanbieter Morningstar. „Ob das langfristig glücklich macht und das eigene Geld vermehrt, wage ich aber zu bezweifeln.“
Während im Jahr 2019 bis Anfang Dezember der MSCI World um 21,5 Prozent, der Swiss Performance Index um 22,4 Prozent und der Dow Jones Industrial Average immerhin um 19,4 Prozent zulegten, erwirtschaftete Müller im gleichen Zeitraum einen Verlust von 2,2 Prozent. Das Schweizer Finanzportal Cash bezeichnete Müllers risikoaverse Strategie mit kostenintensiver Absicherung durch Terminkontrakte als „durchaus durchdacht und legitim“, wies aber darauf hin, dass dadurch „in den letzten knapp fünf Jahren aber auch viele Chancen verpasst“ worden seien. Müller prophezeie regelmäßig den Crash – „da dieser jetzt allerdings bis heute ausblieb, will sein Fonds noch immer nicht in Fahrt kommen“.
Masarwah warf Müller und anderen Crash-Propheten mit eigenen Fonds auch vor, mit ihren pessimistischen Prognosen „Handelsreisende in eigener Sache“ zu sein, was „ihre Qualifikation als Retter der Anlegerschaft prinzipiell in Frage“ stelle.
Beim Börsenkrach unmittelbar nach Beginn der COVID-19-Pandemie war Müllers gegen Kursverluste abgesicherter Fonds im März des Jahres zunächst eine der wenigen gewinnbringenden Kapitalanlagen. Dies brachte ihm Aufmerksamkeit und einen Neukundenzustrom. Bei der anschließenden Erholung der Börsen gingen Kursgewinne infolge seiner Absicherungskosten wieder verloren. Die Süddeutsche Zeitung meinte dazu, dass die Fixierung auf den Krach als „Endpunkt der Geschichte“ zentraler Konstruktionsfehler solcher Fonds sei, denn auf jeden Absturz sei stets ein Aufschwung gefolgt.
Müllers Aktienfonds notierte Ende April 2021 mit 91 Euro unter dem Ausgabepreis von 100 Euro, es wurde also eine negative Rendite von 9 % erzielt. Der MSCI World erwirtschaftete im selben Zeitraum (17. April 2015 bis 29. April 2021) 66,86 % Rendite. Die Stiftung Warentest verglich im Mai 2021 beide Produkte, wies auf den Rückstand von Müllers Fonds von fast 14 Prozentpunkten pro Jahr hin und empfahl Anlegern die Investition in breit streuende Welt-Indexfonds.
Im Jahr 2021 verlor Müllers Aktienfonds insgesamt dann rund 4 Prozent.
2022 benannte Müller seinen Fonds um in Dirk Müller Premium Aktien defensiv und stellte ihm einen neuen Fonds namens Dirk Müller Premium Aktien offensiv zur Seite, der in die gleichen Aktien investiert, aber weniger in teuere Absicherungsprodukte. Der Finanzexperte Gerd Kommer bewertete im Februar 2023 beide Fonds ziemlich schlecht. Der offensive Fonds konnte allerdings nach Verlusten im ersten Jahr ab Mitte 2023 durchaus ordentliche Kursgewinne erzielen. 2024 entwickelte sich der defensive Fonds mit 2,43 % eher seitwärts, während der offensive Fonds mit 24,41 % signifikant zulegte.

## Positionen

### Ratingagenturen
Müller kritisiert die Rolle der Ratingagenturen und sieht seit 2010 einen konzertierten Angriff auf den Euro, ausgehend von der amerikanischen Regierung und/oder der Wall Street, die die Ratingagenturen instrumentalisierten, um eigene politische und finanzielle Interessen zu verfolgen.

### Eurokrise
Anlässlich der Eurokrise vertritt Müller die Meinung, dass das gegenwärtige Finanzsystem „am Ende“ sei und alle Jahre „neu gestartet“ werden müsse. Dies wird von ihm selbst als „Reset“ beschrieben. In einem Artikel für die rechtspopulistische Zeitschrift Compact behauptete Müller 2011, die Wall Street fahre mit dem Ziel dieses Resets seit Jahren massive gesteuerte Angriffe gegen Europa, und prognostizierte einen Krieg im Iran als logischen nächsten Schritt, den „wir 2012 aller Wahrscheinlichkeit nach auch erleben“. Er glaubt des Weiteren nicht, dass der Euro allen Deutschen nütze und die europäische Einigung begünstige. Seiner Meinung nach sei die Euro-Einführung zu früh gekommen und ein „kardinaler Fehler“ gewesen. Für Deutschland sei nicht nur eine DM, sondern auch ein „Kerneuro“ vorstellbar. Eine Umschuldung Griechenlands und der letztendliche Ausstieg aus dem Euro für das Land seien unausweichlich. Müller kritisiert dabei die angebliche Inkompetenz der Politik. So äußerte er: „Die meisten [Politiker] haben überhaupt keine Ahnung, was passiert“, und „Unsere führenden Wirtschaftsforschungsinstitute erkennen eine Rezession noch nicht einmal dann, wenn sie bereits seit einem halben Jahr tobt“.

### Griechische Staatsschuldenkrise
Im Zusammenhang mit der griechischen Staatsschuldenkrise vertrat Müller 2011 die Auffassung, dass die Banken nicht mehr in der Lage seien, ihre Funktion für die Realwirtschaft zu erfüllen, da sie aus der ersten Finanzkrise nichts gelernt hätten. Den Politikern warf Müller vor, in der Krise nur zu lavieren und Probleme zu verschleppen, um das Unabwendbare hinauszuzögern. Er forderte, die Politik müsse sich von den Banken emanzipieren. Die Steuerzahler dürften nicht für die Fehler der Banken gerade stehen.

### Geldsystem
Das Grundproblem von solchen Krisen liegt nach Müllers Meinung am Zinseszins und in der Geldschöpfung durch private Banken als Schuldgeld. Er schlägt eine komplette Neustrukturierung des gegenwärtigen Währungssystems durch ein Vollgeldsystem vor. Andere Verbesserungen bzw. Alternativen sieht er im Trennbankensystem, im Regiogeld (Chiemgauer) und in der steuerlichen Bevorzugung von Arbeitsentgelt und Risikokapital.

### Russischer Krieg in der Ukraine
Bezüglich des russischen Kriegs in der Ukraine bezog er 2014 Position für die Politik des russischen Präsidenten Putin und übte Kritik an der Politik der USA und der EU gegenüber Russland. Julian Staib warf ihm in der Frankfurter Allgemeinen Zeitung in diesem Zusammenhang „Lust an einfachen Deutungen“ und die „Rechtfertigung der Annexion der Krim“ vor.

### VW-Abgasskandal
Beim Aufkommen des VW-Abgasskandals schrieb Müller: „Ist es nicht ein bemerkenswerter Zufall, dass dieses Thema just an jenem Tag in den USA hochkommt, an dem VW dort seinen lang erwarteten neuen Passat vorstellt?“ Für den Kommunikationswissenschaftler Tobias Jaecker bediente Müller damit das falsche und die eigentlichen Probleme verdeckende Weltbild, dass „hinter dem entfesselten Kapitalismus, der Auflösung gesellschaftlicher Strukturen und anderen ungeliebten Begleiterscheinungen der Moderne Amerika steckt und ‚wir‘ in Deutschland nur die Opfer sind“.

### Wirecard
Kurz vor dem Bilanzskandal und dem Insolvenzantrag von Wirecard empfahl Müller die Aktie des Unternehmens. Er wies Vorwürfe gegen das Unternehmen zurück und gab an, in intensiven eigenen Analysen das Unternehmen „bis ins letzte Detail überprüft zu haben“ mit dem Ergebnis, dass Wirecard „sauber“ sei.

## Publikationen und Rezeption

### Crashkurs, 2009
Das Handelsblatt schrieb anlässlich Müllers ersten Buches Crashkurs: „Seine Aussagen sind deutlich, gehen allerdings nicht allzu weit ins Detail. Aber Müller hat einen großen Vorteil: Auch Börsenlaien verstehen, was er sagen will“. Streitbar seien „auch so manche Verschwörungstheorien. Die Rolle der US-Börsenaufsicht SEC, die Abhängigkeiten der Ratingagenturen und eine ,Machthydra'. Manches davon scheint nachvollziehbar, anderes weit hergeholt und vieles wird nur gestreift anstatt näher belegt“.

### Showdown, 2013
Für Spiegel Online „strotzt“ sein drittes Buch Showdown „nur so vor abenteuerlichen Verschwörungstheorien“. So sei „die Krise in Griechenland […] womöglich bewusst durch die USA ausgelöst worden. Die Amerikaner wollten das Land vom Rest der EU abspalten und sich die angeblich riesigen Öl- und Gasvorkommen im östlichen Mittelmeer sichern. Ach ja, und außerdem wollten sie die Euro-Zone destabilisieren, um den Aufstieg des Euro zur weltweiten Leitwährung zu verhindern.“ Müller mache „aus fast jedem Konjunktiv eine Tatsachenbehauptung.“
Laut Frankfurter Allgemeine Sonntagszeitung könne man Müllers „so erschütternde wie unbewiesene Erkenntnisse“ im Buch Showdown folgendermaßen zusammenfassen: „Die Amerikaner haben mit willfährigen Marionetten und Geheimagenten die Euro-Krise in Griechenland ausgelöst, um sich unbewiesene griechische Energiereserven zu sichern, die sie nicht brauchen. […] Die Verschwörungstheorien, die der ehemalige Börsenmakler dafür in sein Buch einbaut, sind nicht neu, aber nie nebeneinander aufgeschrieben worden: vielleicht weil sie sich widersprechen und in sich nicht konsistent sind.“ Die Rezension zum Buch zieht das Fazit: „Erschütternd ist, wie ein Mann mit so undurchdachten Thesen in die Bestsellerlisten rücken kann.“

### Machtbeben, 2018
Thorsten Giersch bewertet im Handelsblatt die bestverkaufte Wirtschaftspublikation des Monats als düsteres Szenario der größten Wirtschaftskrise aller Zeiten. Trotz klarer Sprache brauche der Leser „spitze Finger“, um den Möglichkeitsmodus von der Faktendarstellung zu unterscheiden. Müller wechsle humorvoll zwischen hoffnungsvollen Ausblicken und düsteren Untergangsprognosen.
Denis Scheck vom Tagesspiegel bescheinigt wie Giersch dem Autor eingängiges Darstellungsvermögen zur Vermittlung wirtschaftlicher Sachverhalte, vergleicht Müllers Diagnosen und Ratschläge jedoch mit einem Markthändler, der vor 150 Jahren ganz prächtig Universaltinkturen gegen Haarausfall, Zahnschmerzen und unerwünschte Schwangerschaften verhökert hätte.
„Fifty Shades of Crash“ nennt Christian Ortner in der Wiener Zeitung Müllers Publikation, die „ganz offenbar ein Bedürfnis nach ökonomischer Schmerzlust hunderttausender Leser“ befriedige. Die einfache und „leider plausible“ These und wahrscheinliche Prognose Müllers sei, dass der nächste Crash größer werde als der letzte, da die Spekulationsblase in neue Dimensionen gewachsen sei. Neben der plausiblen wirtschaftlichen Analyse findet Ortner jedoch manche politische Einschätzungen Müllers befremdlich, weil im Tonfall, „wie man ihn sonst eher aus radikal rechtspopulistischen Publikationen kennt“, weltverschwörerisch. So sei immer wieder von ominösen „Plutokraten“ die Rede, und Immigration werde angeblich das Ventil sozialer Spannungen sein, die aus der Wirtschaftskrise entstehen können. Das „Geraune“ über Machtnetzwerke sei wohl auflagensteigernd, aber unseriös. Ortner findet die Lektüre des Buches dennoch lohnend.

## Veröffentlichungen
Printmedien
- Crashkurs. Weltwirtschaftskrise oder Jahrhundertchance? Wie Sie das Beste aus Ihrem Geld machen. Droemer, München 2009, ISBN 978-3-426-27506-1.
- Cashkurs. So machen Sie das Beste aus Ihrem Geld: Aktien, Versicherungen, Immobilien. Droemer, München 2011, ISBN 978-3-426-27534-4. (Platz 1 der Spiegel-Bestsellerliste vom 31. Oktober bis zum 6. November 2011)
- Showdown: Der Kampf um Europa und unser Geld. Droemer, München 2013, ISBN 978-3-426-27605-1. (Platz 1 der Spiegel-Bestsellerliste vom 27. Mai bis zum 2. Juni 2013)
- Machtbeben: Die Welt vor der größten Wirtschaftskrise aller Zeiten. Random House, München 2018, ISBN 978-3-453-20489-8.

Audiomedien
- Crashkurs. Der Audio Verlag (DAV), Berlin, 2009, ISBN 978-3-89813-855-0. (Autorenlesung, 3 CDs, 229 Min.)
- Crashkurs. Weltwirtschaftskrise oder Jahrhundertchance? Wie Sie das Beste aus Ihrem Geld machen (aktualisierte Ausgabe). Droemer, München 2010, ISBN 978-3-426-41108-7.
- Cashkurs: So machen Sie das Beste aus Ihrem Geld. 2. Auflage. audio media, München 2012, ISBN 978-3-86804-182-8 (Hördauer ca. 320 Min.).